# Ефросина Андрејевна Старицка
Ефросинија Андрејевна Старицка (1516 – 20. октобар 1569) – кнегиња, рођена Хованска (потомак у деветој генерацији великог војводе Литваније Гедимина), супруга кнеза Андреја Ивановича, кнеза Старицког (2. фебруар 1533. године).

## Биографија
Године 1533, кнегиња Ефросина се удала за млађег брата великог кнеза Василија III, кнеза Андреја Старичког. Њихов једини син, кнез Владимир, рођен је касније те године. Након смрти свог мужа, који је подигао побуну против московског владара у Новгороду, она и њен син Владимир били су затворени од 1537. до 1540. године. Године 1541, на захтев Шујских кнежева, који су предводили старатељски савет над великим кнезом Иваном IV, пуштена је заједно са сином, коме је враћено кнежевско наследство.
"...велики кнез Иван Васиљевич је, на захтев свог оца, митрополита Јоасафа, и његових бољара, кнеза Владимира Андрејевича и његове мајке, кнегиње Ефросине, жене кнеза Андрејеа Ивановича, доделио целу Русију из њиховог заточеништва, и наредио кнезу Владимиру да буде на двору свог оца, кнеза Андреја Ивановича и његове мајке".
У марту 1553. године, током цареве тешке болести, бојари су видели Ефросинијиног сина као кандидата за московски престо уместо сина цара Ивана IV, царевића Димитрија; сама кнегиња Ефросина се придружила бојарима. Дворјани су били подељени у две странке и победу су однеле присталице цара. Састављен је документ о верности царевићу Димитрију, који је кнез Владимир био приморан да потпише упркос противљењу своје мајке. Бољари су три пута слали захтев кнегињи Ефросинији „да и она приложи свој печат на натпис који носи крст“, што је она и учинила, али „изговорила је много погрдних речи“.

### Монахиња
У мају 1563. године, против кнегиње Ефросине и њеног сина поднета је оптужба цару Ивану IV Грозном. Оптужена за „неистину“, насилно је замонашена у Афанасјевском манастиру под именом Евдокија. Затим јој је било дозвољено да оде у Воскресенски Горицки манастир који је основала, и „господар јој је дозволио да сама организује храну и пиће, службене књиге и све врсте ствари по својој жељи, а ради њене бриге наредио је да са њом у манастиру буду Михаил Иванович Количев, Андреј Фјодорович Шчепотев и писар Андреј Шулепников“. Прогнаној кнегињи је било дозвољено да задржи своје слуге и блиске бољарске саветнике, којима је додељено неколико хиљада четвртина земље у околини манастира. Горицки манастир није постао место затвора за кнегињу Ефросину; било јој је дозвољено да га напусти на ходочашћу у суседне манастире.
Кнегиња Ефросинија је позната по својој радионици златовеза, коју је основала на кнежевском имању, а затим је преселила у Горицки манастир. Дванаест њених дела је сачувано, од којих се шест налази у колекцији Руског музеја.

### Смрт и поштовање
11. октобра 1569. године, након убиства кнеза Владимира Старицког и већине његове породице, по царевом наређењу, она је удављена у реци Шексни заједно са монахињама које су је пратиле (међу њима је била царева снаја Јулијанија (у монаштву Александра), жена његовог брата кнеза Јурија) и слугама. Синодикон прогнаних и кнез Андреј Курбски известио је о њеном погубљењу:
"Истовремено је убио Владимира Старицког, свог рођака, заједно са његовом мајком Ефросином, кнегињом Хованском, која је потицала из породице великог војводе литванског Олгирда, оца Јагела, краља пољског, и била је заиста светитељка, велика подвижница, која је блистала у светом удовиштву и монаштву…"
Тела кнегиње Ефросиније и кнегиње Јулијане су сахрањена у манастиру, а кнегиње су почеле да се поштују као локално поштоване вологодске светитељке. Изнад њиховог гробног места изграђена је капела, а у XIX веку је изграђена камена Тројичка црква, у којој је изнад њиховог гроба постављен реликвијар са натписом:
"Овде почивају велике кнегиње: 1. Ефросинија, у монаштву Евдокија. 2. Јулијана, Александра у монаштву. 1569. октобар 15. Ове монахиње су, по вољи цара Ивана Васиљевича Грозног, удављене у реци Шексни, која тече близу Горицког манастира. Угледне утопљене жене су пливале против воде и биле су одведене и сахрањене са дужним почастима, попут царских особа".
Године 2007, у Горицком манастиру пронађене су две женске гробнице, за које се претпоставља да припадају светим кнегињама Ефросинији и Јулијани. Прикупљање материјала за Комисију за канонизацију светих Руске православне цркве почело је како би се утврдило њихово универзално поштовање. Према другој верзији, њен гроб се налазио у Вазнесењској цркви Московског Кремља; 1930. године, саркофаг је премештен у крипту Архангелске цркве.

## У уметности
- У филму „Иван Грозни“ Сергеја Ајзенштајна, улогу кнегиње Ефросиније игра Серафима Бирман. 1944.  Кнегиња је приказана као предводница бојарске завере против цара Ивана IV.
- У ТВ серији „Иван Грозни“ Андреја Ешпаја, улогу кнегиње Ефросине игра Јевгенија Симонова. 2009.
- У телевизијској серији Грозни (2020), улогу кнегиње Ефросине игра Људмила Чиркова.